# Buttlar
Buttlar is een gemeente in de Duitse deelstaat Thüringen, en maakt deel uit van de Wartburgkreis.
Buttlar telt 1.255 inwoners. Buttlar laat zijn bestuurstaken uitvoeren door de stad Geisa. Naast het dorp Buttlar omvat de gemeente ook de kernen Bermbach, Wenigentaft en Borbels.

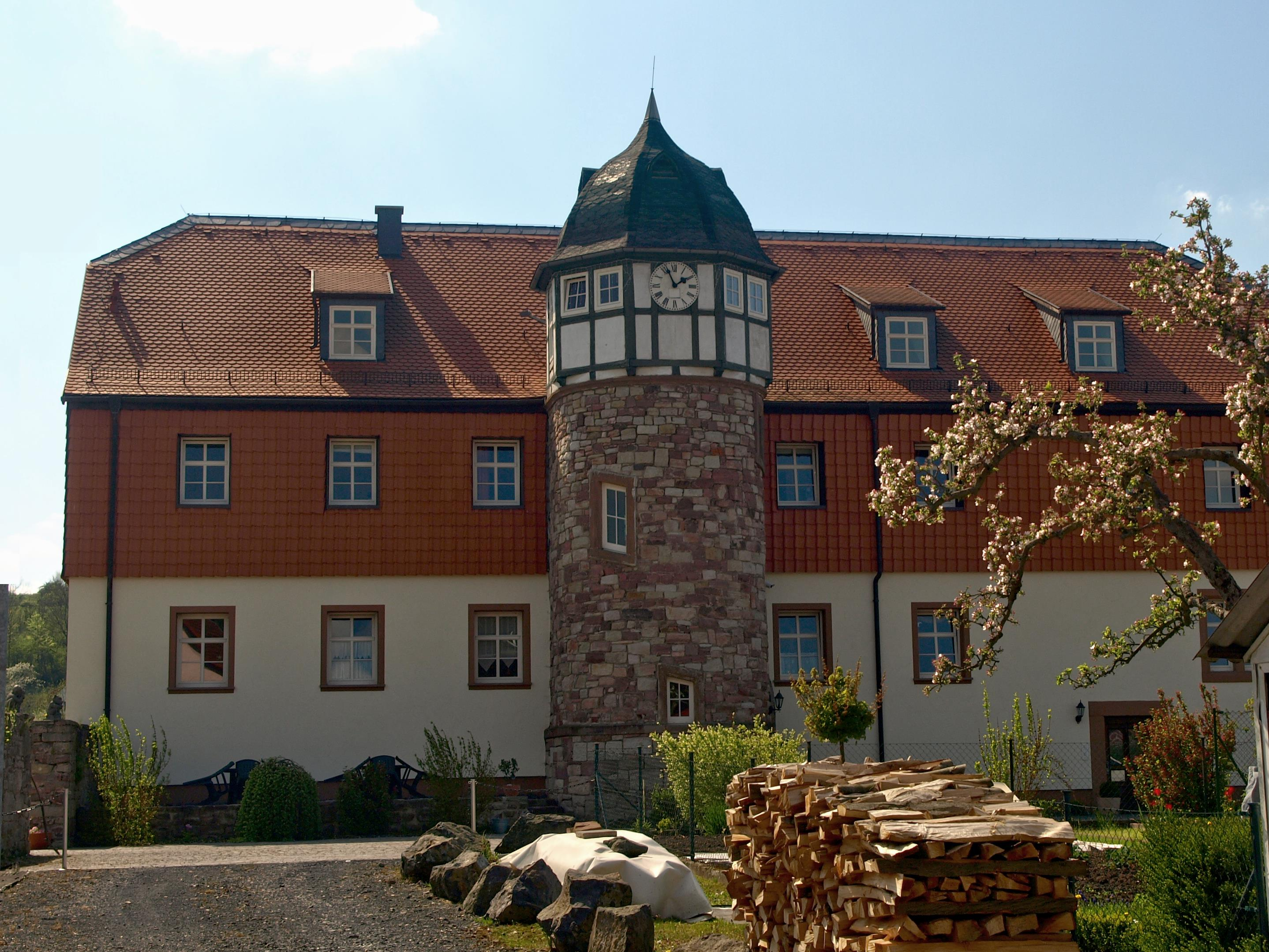
Schloss Buttlar

Amt Creuzburg ·
Bad Liebenstein ·
Bad Salzungen ·
Barchfeld-Immelborn ·
Berka v. d. Hainich ·
Bischofroda ·
Buttlar ·
Dermbach ·
Eisenach ·
Empfertshausen ·
Geisa ·
Gerstengrund ·
Gerstungen ·
Hörselberg-Hainich ·
Kaltennordheim ·
Krauthausen ·
Krayenberggemeinde ·
Lauterbach ·
Leimbach ·
Nazza ·
Oechsen ·
Ruhla ·
Schleid ·
Seebach ·
Treffurt ·
Unterbreizbach ·
Vacha ·
Weilar ·
Werra-Suhl-Tal ·
Wiesenthal ·
Wutha-Farnroda